# ながさき号

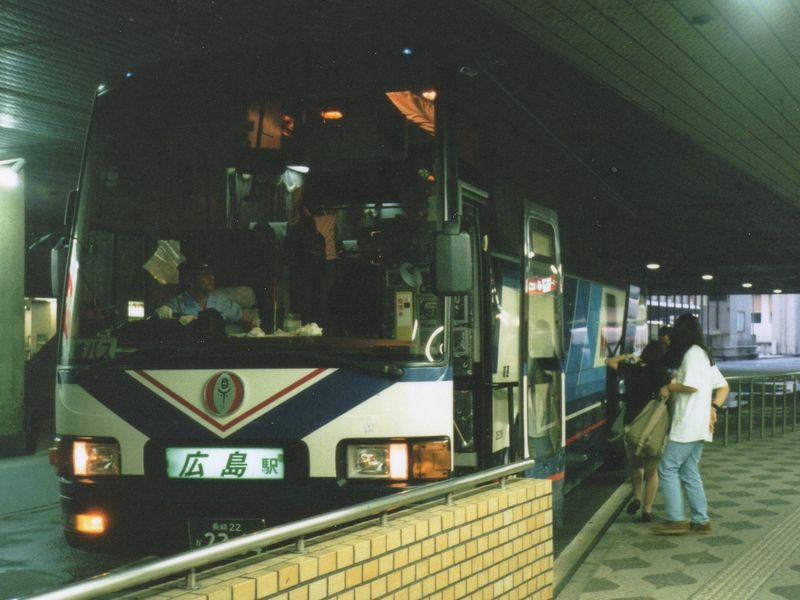
広島バスセンターに到着した広島～長崎線（長崎県交通局担当便）

ながさき号（ながさきごう）は、かつて京都府京都市/大阪府枚方市及び広島県広島市～長崎県長崎市まで運行した高速バスで、2系統が運行された。
現在はいずれも廃止されている。当項目では廃止時点の概要を一括して表記する。

## 運行系統
京都～長崎線
長崎県交通局と京阪バスの共同運行。長崎発京都行きの便を「きょうと号」、京都発長崎行きの便を「ながさき号」として運行。
京都駅八条口 - 京阪枚方市駅 - 長崎駅前交通会館
夜行便のみ運行
広島～長崎線
長崎県交通局と広島バス、防長交通の共同運行。広島行きは「ひろしま号」の愛称で運行。
広島バスセンター - 岩国駅 - 徳山駅 - 防府駅 - 山口 - 大村 - 諫早 - 長崎駅前交通会館
昼行便と夜行便を運行

## 沿革
- 1989年10月3日 - 京阪バスとの共同運行により京都線運行開始。
- 1990年11月30日 - 広島バスとの共同運行により広島線運行開始[1]。昼行便・夜行便を各1往復で、所要時間は昼行便が6時間20分・夜行便が7時間30分[1]。
- 1991年7月9日 - 京都線の経路を京阪枚方市駅経由に変更
- 1994年頃 - 広島線から広島バスが撤退。長崎県交通局の単独運行となる。
- 1997年頃 - 広島線に防長交通参入。2社による共同運行体制復活。
- 1999年3月1日 - 京都線から京阪バスが撤退。長崎県交通局の単独運行となる。
- 2001年3月 - 京都線廃止。
- 2002年3月31日 - 広島線廃止。

尚、京都線においては2002年5月9日より近鉄バス・長崎自動車運行の大阪 - 長崎線「オランダ号」が京都まで延伸される事になり、異なった陣営において本路線の運行エリアをカバーしている（但し枚方には停車しない）。